# Beth Shriever
Bethany Kate Shriever (født 19. april 1999) er en britisk cykelrytter, der konkurrerer i BMX.
Hun repræsenterede Storbritannien ved sommer-OL 2020 i Tokyo, hvor hun tog guld i BMX.